# Classe T 47
La classe T 47, detta anche classe Surcouf (dal nome dell'unità capoclasse), è stata la prima classe di navi prodotta dall'industria navale francese per la Marine nationale dopo la fine della seconda guerra mondiale. Le navi della classe T 47, secondo la nomenclatura navale francese dell'epoca, erano classificate escorteurs d'escadre, erano contraddistinte dal pennant number D ed erano equiparabili a dei cacciatorpediniere.

## Concezione
Dodici navi sono state costruite tra il 1955 e il 1957. Questa classe era derivata dai cacciatorpediniere della  classe Mogador entrati in servizio nel 1939-1940.
L'armamento dei  «T 47» era polivalente, antinave, antiaereo e antisottomarino. Le navi furono concepite per servire essenzialmente da scorta a una forza navale comprendente una portaerei, da qui la nuova denominazione di escorteur d'escadre più conforme alla loro missione, rispetto a quella di cacciatorpediniere.
Le navi furono modernizzate negli anni 60 per diventare unità missilistiche. Tutte le unità furono disarmate negli anni 80, le unità antiaeree furono sostituite dalle Suffren e dalle Cassard mentre le unità ASW furono sostituite dall'Aconit, dalle Tourville e dalle Georges Leygues.

## Modernizzazione
- Tre unità (Surcouf, Cassard e Chevalier Paul) furono trasformate in conducteurs de flottille tra il 1960 e il 1962. Le trasformazioni hanno essenzialmente portato su un ingrandimento del ponte posteriore per poter accogliere a bordo lo stato maggiore di un ammiraglio. La torretta avanti da 57 mm e le due piattaforme di tubi lanciasiluri da 550 mm, poste a poppa, furono sbarcate. Per l'ammiraglio, un appartamento fu aggiunto nel blocco della passerella, così come un rifugio vetrato al posto della torretta da 57 mm. Armamento:
  - 3 torrette doppie da 127 mm
  - 2 torrette doppie da 57 mm
  - 2 cannoni da 20 mm
  - 2 piattaforme triple di tubi lanciasiluri ASW 550 mm
- Quattro unità (Bouvet, Kersaint, Dupetit-Thouars e Du Chayla) furono trasformate tra il 1961 e il 1965 per diventare unità missilistiche con i missili mare-aria RIM-24 Tartar. Nel 1957, gli USA proposero di fornire gratuitamente il sistema Tartar per 4 navi, la Francia accetta nel 1960 ma con l'arrivo di de Gaulle al potere, le finanze francesi andarono in attivo e non necessitavano più di una consegna gratuita, solo il primo sistema installato sul Dupetit-Thouars sarà effettivamente gratuito[2]. Dopo questo aggiornamento Tartar l'equipaggio fu ridotto a 277 marinai e il loro armamento era di:
  - 1 rampa singola Tartar MK13 (40 missili imbarcati)
  - 3 torrette doppie da 57 mm
  - 1 lanciarazzi ASW sestuplo da 375 mm
  - 2 piattaforme triple di tubi lanciasiluri ASW 550 mm
- Cinque unità (D'Estrées, Maillé-Brézé, Vauquelin, Casabianca e Guépratte) furono trasformate a partire dal dicembre 1965 (D'Estrées) per ridivenire operative nel gennaio 1971 (Guépratte) come unità missilistiche per la lotta antisommergibile con i missili Malafon. Dopo questo aggiornamento Malafon il loro armamento era di:
  - 2 torrette singole da 100 mm GIAT
  - 1 sistema lanciamissili Malafon
  - 2 cannoni da 20 mm
  - 1 lanciarazzi ASW sestuplo da 375 mm[3]
  - 2 piattaforme triple di tubi lanciasiluri ASW 550 mm

## Unità
| N°   | Nome            | Cantiere navale                   | Varo              | Ingresso in servizio | Modernizzazione         | Disarmo          |
| ---- | --------------- | --------------------------------- | ----------------- | -------------------- | ----------------------- | ---------------- |
| D621 | Surcouf         | Arsenale di Lorient               | 3 ottobre 1953    | 1º novembre 1955     | Conducteur de flottille | 5 maggio 1972    |
| D622 | Kersaint        | Arsenale di Lorient               | 3 ottobre 1953    | 20 marzo 1956        | Missili AA              | 23 marzo 1984    |
| D623 | Cassard         | Ateliers e cantieri di Bretagna   | 12 maggio 1953    | 14 aprile 1956       | Conducteur de flottille | 1º giugno 1976   |
| D624 | Bouvet          | Arsenale di Lorient               | 25 settembre 1954 | 13 maggio 1956       | Missili AA              | 1º giugno 1983   |
| D625 | Dupetit-Thouars | Arsenale di Brest                 | 4 febbraio 1954   | 15 settembre 1956    | Missili AA              | 30 agosto 1988   |
| D626 | Chevalier Paul  | Fonderie e cantieri della Gironda | 28 luglio 1953    | 22 dicembre 1956     | Conducteur de flottille | 1º luglio 1971   |
| D627 | Maillé-Brézé    | Arsenale di Lorient               | 2 luglio 1955     | 4 maggio 1957        | Missili ASW             | 1º aprile 1988   |
| D628 | Vauquelin       | Arsenale di Lorient               | 2 luglio 1955     | 3 novembre 1956      | Missili ASW             | 6 aprile 1987    |
| D629 | D'Estrées       | Arsenale di Brest                 | 27 novembre 1954  | 19 marzo 1957        | Missili ASW             | 3 luglio 1985    |
| D630 | Du Chayla       | Arsenale di Brest                 | 27 novembre 1954  | 4 giugno 1957        | Missili AA              | 15 novembre 1991 |
| D631 | Casabianca      | Ateliers e cantieri di Bretagna   | 13 novembre 1954  | 4 maggio 1957        | Missili ASW             | 1º dicembre 1984 |
| D632 | Guépratte       | Fonderie e cantieri della Gironda | 8 novembre 1954   | 6 giugno 1957        | Missili ASW             | 5 agosto 1984    |